# Église Notre-Dame-de-l'Assomption de Cazères
L'église Notre-Dame-de-l'Assomption de Cazères est une église catholique située à Cazères, dans le département français de la Haute-Garonne en France.

## Présentation
L'église datant du XIVe siècle a été inscrite au titre des monuments historiques en 1926.

## Historique
À l'origine, petit bourg gallo-romain bâti sur le promontoire de Montjoie et bordé par l'Hourride et la Garonne, Cazères apparaît dans l'histoire à l'époque médiévale. Une première église y était alors érigée.
Dépendant successivement de la maison de Comminges puis du comté de Toulouse, Cazères relève au XIVe siècle de la maison de Foix alors dirigée par Gaston Phœbus. La ville subit dans cette période des troubles et les guerres qui ravagent leur contrée. C'est ainsi qu'en 1355 l'église primitive est détruite par les troupes anglaises du Prince Noir.
Dès la fin du XIVe siècle est lancée la construction d'une nouvelle église qui aura pour titre Notre-Dame et pour patronne sainte Quitterie.
Au XVIIIe siècle, l'église a la réputation d'être la mieux ornée du diocèse de Rieux.
À la Révolution, elle est mutilée et dépouillée de ses flèches et de ses chapelles. Il faudra attendre 1888 pour que sa façade soit restaurée par l'architecte H. d'Espouy qui conçoit les deux tours octogonales entre lesquelles se dresse la Vierge de l'Assomption.

## Description

### Extérieur
Il subsiste de l'ancienne église la partie inférieure un peu remaniée avec le portail gothique et les arcades ogivales.
Le portail est en pierre taillée, il présente une voussure à 6 compartiments prolongés par des colonnettes à chapiteaux de feuilles. Dans les niches latérales sont placées des statues datant de 1907.
Les statues représentent : à gauche, saint Jean le Baptiste et l'Agneau de Dieu, à droite, saint Antoine avec le cochon rappelant ses tentations. Au sommet du portail, une statue de l'Immaculée Conception.

#### Chapelle Notre-Dame
La chapelle faites de brique et voûtée d'ogives de style gothique date du XIVe siècle, elle est aménagée dans une crypte se trouvant sous la sacristie et est ouverte sur la Garonne. Elle servait au culte paroissial lors des restaurations et occupations de l'église.

#### Baptistère
Le baptistère fait de pierre, marbre et brique date du IVe siècle, il se trouve dans la cour de l'église.
Il a été découvert lors de fouilles archéologiques au XIXe siècle sur le site du Bantayre à Saint-Cizy dans un terrain cultivé. Il a été démonté et remonté dans la cour de l'église.
L'ancienne église du Bantayre était entourée d'une grande nécropole.

### Intérieur

#### Salle du trésor
La salle du trésor conserve et protège des objets et œuvres d'art anciens. Y sont conservés :
- Une statue en calcaire (31 × 20 cm) représentant une pietà datant du XVe siècle, cette statue a été léguée par un anonyme au trésor de l'église de Cazères en 1998.
- Un bras reliquaire de saint Sabin en bois peint datant du XVIIIe siècle. Saint Sabin était très honoré à Cazères, la foire du 11 juillet était dite « foire de saint Sabin ». En 1624, Mgr Jean-Louis de Bertier fait état d'un autel qui lui est dédié. À la suite de l'épidémie de peste de 1630, les Cazériens vont solennellement chercher les reliques du saint à Escanecrabe. Le reliquaire est caché pendant la Révolution dans la chapelle des Capucins jusqu'en 1901 où il fut rapporté à l'église.
- Un retable dédié à Notre-Dame de Pitié datant du XVIIIe siècle. Il provient de la chapelle des Capucins. La pietà a été sculptée par le Toulousain François Lucas[4], elle est encadrée d'une statue de saint Jean à gauche, et de sainte Marie Madeleine à droite.
- Des calices[5] : deux en argent datant du XVIIe siècle[6] et du XVIIIe – XIXe siècle[7], un en vermeil du XIXe siècle[8], deux en cuivre argenté du XIXe siècle[9],[10], deux en argent doré du XIXe siècle[11],[12].
- Un buste de saint Cazères[13].
- Un tableau de Tobie et l'ange datant du XIXe siècle peint par Vernède Clémence[14], c'est une copie d'un tableau de Giulio Romano.
- Un bateau votif en bois datant du XIIIe siècle[15].
- Des accessoires de vêtement ecclésiastique datant du XVIIe siècle[16].

Sont classés au titre objet des monuments historiques :
- Trois plats de quête datant du XVIe siècle[17],[18], l'ornement de l'un d'eux se réfère à un sujet biblique, la terre promise par les Hébreux, ici Josué et Caleb reviennent du pays de Canaan avec des grappes de raisin vers Moïse[19].
- Fonts baptismaux en calcaire de forme octogonale datant du XIVe siècle[20],[21],[22],[23],[24], ces décors sculptés sur ses faces latérales et inférieures sont typiques de l'art roman évolué, ils représentent : une frise végétale à deux variantes, un arbre de vie, une fleur de lys, un agneau avec la croix. La base inférieure à arcatures gothiques est sculptée dans une autre pierre provenant des Petites Pyrénées. Sur la margelle est inscrit en latin : "Fuit istud vas completum ad honorem domini et beatae Mariae anno domini MXXX vigesimo quarta die julii", signifiant "Cette vasque fut complétée le 4 juillet 1320, dédicacée à Dieu et à la bienheureuse Vierge Marie".
- Un chasuble datant du XVIIe siècle en satin de Chine[25],[26],[27], il appartenait à Mgr Antoine-François de Bertier qui l'a légué au curé de Cazères devenu par la suite vicaire général de l'évêché de Rieux de 1668 à 1681. Le chasuble est brodé de grands ramages en cannetille d'argent, aux fleurs roses et bleu clair, les croix sont brodées en cannetille d'or.
- Un tableau du combat de saint Cizy contre les Sarrasins datant du XVIIe siècle[28],[29],[30]. Il provient de l'ancienne église paroissiale de Saint-Cizy aujourd'hui en ruine, il représente le combat du saint contre les Sarrasins au IVe siècle. Saint Cizy était le chevalier Cizius, il était descendant des ducs de Bourgogne. Il est connu pour avoir vaincu les Sarrasins d'Espagne.
- Une statue en bois de saint Michel archange datant du XVIe siècle, aujourd'hui disparue[31].

Sont inscrits à l'inventaire des monuments historiques :
- Le buste-reliquaire de saint Sébastien datant du XVIIe ou du XVIIIe siècle[32].
- Le tableau et son cadre de la Vierge de pitié du peintre Florent Tessier datant de 1868, c'est une copie d'un tableau d'Annibal Carrache[33],[34].
- Le buste-reliquaire de saint Crépin datant du XVIIIe ou du XIXe siècle[35].
- Le buste-reliquaire de saint Jean le Baptiste datant du XVIIIe siècle[36].
- Un lutrin à armoire datant de 1703[37].

#### Sacristie
Le meuble de sacristie datant du XVIIe siècle est classé au titre objet des monuments historiques,.
Il est sculpté avec un fronton triangulaire, il est orné de colonnes torsadées surmontées de petits chapiteaux à feuillage, de frise et de scènes religieuses. Les scènes religieuses représentent Dieu le Père au milieu des nuages, le martyre de saint Laurent et saint François d'Assise prêchant au milieu de la nature.

#### Lanef

##### Partie arrière

###### L'orgue
Sont classés au titre objet des monuments historiques :
- L'orgue de tribune et le buffet d'orgue depuis 1949[43],[44].
- Le bas-relief aux anges musiciens datant du XVIIe siècle[45].

L'orgue avec quatre jeux sur un clavier de 48 notes a été construit en 1672 par Robert Delaunay. En 1680, le facteur Antoine Corbin ajoute un clavier d'écho. En 1779, un relevage est effectué. En 1874, l'orgue est complètement remanié dans le style romantique par Théodore Puget.
L'orgue a alors 24 jeux répartis sur deux claviers manuels et un pédalier. L'arrière du buffet est ouvert pour loger le récit expressif et les sommiers de pédale. Il a été rénové en 2006.

#### Chapelle Saint-Jacques
L'autel est en marbre gris, le tabernacle en bois sculpté est surmonté d'une statue de saint Jacques.
De chaque côté de l'autel, un tableau (à gauche) et une broderie (à droite) représentent saint Jacques et l'inscription « Société de saint Jacques ».
Sont classés au titre objet des monuments historiques :
- La statue de saint Jacques en bois doré datant du XVIIe siècle (1655) a été sculptée par le Toulousain Antoine Fontan[46],[47].
- Le buste reliquaire de saint Jacques en bois doré et peint, date du XVIIe siècle (1653)[48],[49],[50].

Il rappelle la vénération des pèlerins qui passaient à travers la commune pour se rendre à Compostelle. Une confrérie de Monsieur saint Jacques a été créée à Cazères au XIIIe siècle, cette société hospitalière a pour but de secourir les pèlerins, elle comprend un hôpital et une église.

#### Chapelle desfranciscains
Le retable monumental datant du XVIIe siècle est classé au titre objet des monuments historiques, il provient de la chapelle des Capucins qui ornait le maître-autel. Il a été remonté dans l'église avec les deux bustes reliquaires latéraux qui l'encadraient.
Le retable à deux colonnes décorées de feuilles de vigne et de grappes de raisins, entourent un tableau de la Vierge à l'Enfant avec à leur côté des anges, saint François d'Assise et sainte Claire d'Assise sont en adoration devant la Vierge et l'Enfant Jésus qui leur donnent la bénédiction.
Sur l'autel, un tabernacle en bois doré surmonté d'un crucifix.
De chaque côté de l'autel, sur le socle de chaque colonne est représenté dans un soleil le monogramme de Jésus (IHS) (à gauche) et de Marie (à droite).
Au-dessus du tableau est représenté l'Esprit Saint entouré d'anges.

#### Chapelle Sainte-Philomène-et-Sainte-Bernadette
Dans cette chapelle se trouve la crèche de Noël.

#### Lechœur
Le chœur est entouré de cinq chapelles rayonnantes. Les grandes statues en bois doré datent du XVIIIe siècle, ils proviennent d'un très grand retable aujourd'hui disparu illustrant la vie de sainte Quitterie. Il n'en reste que quelques statues et un panneau en bois sculpté représentant des anges musiciens, il orne désormais le buffet d'orgue,.
Le maître-autel en marbre date du Second Empire.
Le tabernacle à ailes est en bois doré avec des colonnettes en marbre rose, il est surmonté d'une Vierge à l'Enfant en bois sculpté noir et dorée, au sommet un Christ en croix.
Sont classés au titre objet des monuments historiques :
- Le maître-autel et le tabernacle datent du XVIIIe siècle, ils proviennent de la chapelle des Capucins[52].
- Les quatre grandes statues datant du XVIIIe – XVIIIe siècle, ils représentent saint Éloi, sainte Marguerite-d'Antioche, sainte Philomène et saint Exupère-de-Toulouse[53].
- Le siège du célébrant datant du XVIIIe siècle, il a été restauré[2].

#### Lesvitrauxdu chœur
Le vitrail central représente la vie de sainte Quitterie.
Lorsqu'on remplaça le grand retable de sainte Quitterie datant du XVIIIe siècle qui ornait le chœur, on voulut garder le souvenir de cette sainte que l'on vénérait depuis le XIVe. Il fut décidé de représenter sur le vitrail central les scènes principales de la légende de sainte Quitterie.
D'après les auteurs du XIIe siècle qui ont été les premiers rédacteurs de cette histoire, elle aurait vécu aux IVe et Ve siècles à l'époque où les hérétiques ariens traquaient les catholiques fidèles à la tradition.
Le vitrail se lit de bas en haut, et de gauche à droite.
1. La première image en bas à gauche représente la merveilleuse fécondité de Calfra, mère de notre sainte. La légende précise qu'elle a eu neuf enfants. On voit au premier plan la sage-femme en manteau vert qui sauve cette portée de neuf enfants qu'on veut noyer dans les eaux du fleuve. Elle va les confier à des nourrices chrétiennes. On reconnaît là des ressemblances avec Moïse providentiellement sauvé des eaux du Nil. Le bébé le plus haut perché dans la grappe de sept enfants visibles que porte la sage-femme est Quitterie reconnaissable à l'auréole qu'on a mis sur sa tête.
2. La deuxième image en bas à droite représente le jugement de Quitterie. Désirée par un prince Wisigoth arien, elle refuse de l'épouser pour préserver sa foi catholique et sa virginité. Le prince Wisigoth la fait condamner à mort pour ces raisons. On la voit ici devant le prince qui la condamne.
3. L'image centrale représente l'exécution de la martyre. Sainte Quitterie est à genoux, les bras croisés sur sa poitrine, de sa main gauche elle tient un crucifix. Le bourreau soutient sa tête auréolée par les cheveux tandis que de sa main droite il lève le glaive pour la frapper. À droite, sur cette même scène, une femme à genoux prie, les mains jointes. Derrière elle, un groupe de femmes atterrées prient aussi. Nous avons donc au centre sainte Quitterie, à gauche les mauvais qui la tuent, et à droite les justes qui la vénèrent. Dominant le groupe des mauvais, la tête sombre, celui qui la condamne. Dominant le groupe des justes, un ange lumineux qui vient du ciel, apportant la couronne et la palme du martyre pour Quitterie.
4. La quatrième image en haut à gauche représente sainte Quitterie décapitée ramassant sa tête qui avait roulé sur le sol et, la tenant dans ses mains, se dirige vers son tombeau. Ceux qui l'ont condamnée sont effrayés. Ses amis sont ébahis. Sainte Quitterie fait partie du groupe d'environ 70 saints qu'on appelle « céphalophores ». Saint Gaudens fait aussi partie de ce groupe (porteurs de leur tête) dont la légende a été écrite au XIIe siècle. Située à 150 kilomètres, la ville de Aire-sur-l'Adour s'honore d'avoir reçu le corps et la tête de sainte Quitterie.
5. La cinquième image en haut à droite représente l'apothéose. L'âme de Quitterie est emportée au ciel par trois anges.

Les images des autres vitraux représentent :
- Les deux vitraux à gauche du vitrail central :

1. Jean le Baptiste avec l'oriflamme «  Ecce Agnus Dei  » signifiant «  Voici l'agneau de Dieu » ; Jésus bénissant de la main droite et tenant de la main gauche le globe terrestre surmonté d'un croix.
2. La Nativité de Jésus ; Jésus retrouvé dans le temple parmi les docteurs de la loi.

- Les deux vitraux à droite du vitrail central :

1. Jésus accueille à la porte du bercail la brebis égarée.

#### Chapelle Saint-Jean le Baptiste-et-Saint-Jean-Marie Vianney
La statue de saint Jean le Baptiste datant du XVIIe siècle est classée au titre objet des monuments historiques.

#### Chapelle Sainte-Catherine-et-Sainte-Marguerite
Les statues de sainte Catherine et de sainte Marguerite datant du XVIIe siècle sont classées au titre objet des monuments historiques.

#### Chapelle des parents de Marie et de saintJoseph
Le tableau représente la famille de Marie, assise dans un fauteuil, sainte Anne lit des psaumes avec Marie, derrière, Joachim contemple avec bienveillance sa fille.
La statue de saint Sébastien datant du XVIIe siècle est classée au titre objet des monuments historiques.

#### Chapelle de laVierge Marie
La chapelle s'ouvre largement sur la nef à droite, à hauteur des premières travées.
Son orientation surprenante est le reste de l'ancienne église existant du XIIe jusqu'à la fin du XIVe siècle.
La Vierge Marie y a beaucoup été priée, particulièrement en 1630, lorsque la peste ravageait la bourgade. Les habitants obtenant par leurs prières la cessation du fléau, firent serment de célébrer chaque année à la même époque un culte marial. Ce serment a depuis, toujours été tenu et fait l'objet le 8 septembre (jour de la Nativité de la Sainte Vierge), d'une procession dans les rues de Cazères suivie d'un office religieux.
Sont inscrits à l'inventaire des monuments historiques :
- Le buste-reliquaire de sainte Quitterie datant du XVIIe ou du XVIIIe siècle[54].
- Les huit tableaux retraçant des scènes de la vie de Marie, ils datent de 1720 à 1722[55].
- Les deux tableaux ex-voto et leurs cadres des miracles de la guérison de Jeanne Pujos et d'une jeune femme (non un prêtre) remerciant la Vierge à l'Enfant, ils datent du XVIIe et du XVIIIe siècle[56].

##### Les tableaux
Huit tableaux retracent la vie de la Vierge Marie, ils ont été commandés en 1720 par la paroisse à l'artiste peintre de Toulouse, Marguerite de Michel.
L'ordre de lecture est la suivante :
1. L'annonce à Joachim ;
2. L'apparition à Anne et Joachim ;
3. La présentation de Marie au temple de Jérusalem ;
4. La famille de Marie ;
5. L'annonce faite à Marie ;
6. Le songe de Joseph ;
7. Le mariage de Joseph et de Marie ;
8. L'assomption de Marie.

Les autres tableaux sont des ex-voto rappelant les guérisons survenues par l'intercession de Notre-Dame de Cazères.
- Un premier tableau ex-voto rappelle un miracle approuvé en 1665 par l'évêché de Rieux. Il représente une femme dont la jambe découverte est affligée de plaies et dont le pied est chargé d'énormes et hideuses excroissances. Pour sa guérison, elle s'adresse à la Vierge de Cazères représentée dans l'angle en haut à gauche au milieu de nuages.
- Un second tableau ex-voto représente la Vierge à l'Enfant avec en admiration une jeune femme (visiblement issue d'un milieu aisé) se tenant la main gauche ayant retrouvé son usage.
- Un troisième tableau ex-voto représente une jeune femme agenouillée devant la Vierge à l'Enfant visible au milieu des nuages. En bas du tableau est inscrit l'histoire de la guérison de cette jeune femme, ainsi on peut lire : Jeanne Pujos âgée de 17 ans, habitante de la ville de Valentine ayant perdu l'usage de marcher droite pendant six années, s'étant vouée à Notre-Dame de Cazères où elle fut menée par son père le 11 juin 1750 pour acomplir son vœu et après avoir confessé et communié ****** sans aucun ***.
- Un quatrième tableau représente sur la moitié supérieure deux femmes assisses sur un lit à baldaquin, dont une tient un repas, avec sa servante agenouillée sur ses jambes, sur la moitié inférieure, la Vierge à l'Enfant.

##### Le retable
Le retable monumentale date des XVIIe, XVIIIe et XIXe siècles, il a été restauré en 1820, puis en 1986.
- Au centre est représentée l'Annonciation, et autour la famille de la Vierge Marie.
- Sur la gauche : ses parents, sainte Anne et saint Joachim.
- Sur la droite : son mari, saint Joseph et sa cousine sainte Élisabeth.

Sont classés au titre objet des monuments historiques :
- L'ensemble : retable, groupe sculpté de l'Annonciation et des 4 statues, l'autel, le tabernacle, la clôture et degré de l'autel[57].
- La statuette originale de Notre-Dame de Cazères datant du XIIIe siècle[58].

Entre l'Annonciation et le tabernacle, une statuette de Notre-Dame de Cazères, objet d'un culte fervent de la part des Cazèriens depuis le XIIIe siècle. C'est une copie qui est ici exposée, l'original a été volé en 1981.
Sur la porte du tabernacle est représenté Jésus tenant sa croix, à gauche, l'Annonciation et à droite l'Adoration des mages.
Le maître-autel est en marbre de Caunes et date de 1786, au centre le monogramme Marial en lettres dorées composé des lettres A et M entrelacées, initiales de l’Ave Maria et le Cœur Immaculée de Marie doré entouré d'une nuée et de deux anges.

#### Chapelle duChrist en Croix
- La cloche datant de 1547 a échappé à la fonte pendant la Révolution française. Elle est dédiée à la Vierge Marie.
- Dans la chapelle se trouve une plaque en pierre du XVIIe siècle où sont inscrits des mots en latin et un blason avec une tour entourée d'étoiles.
- Le Christ en croix en bois foncé date du XVe siècle, sa place d'origine était dehors près de la fontaine et de la grotte. Il a été placé dans l'église pour le protéger des intempéries et des dégradations.

## Images

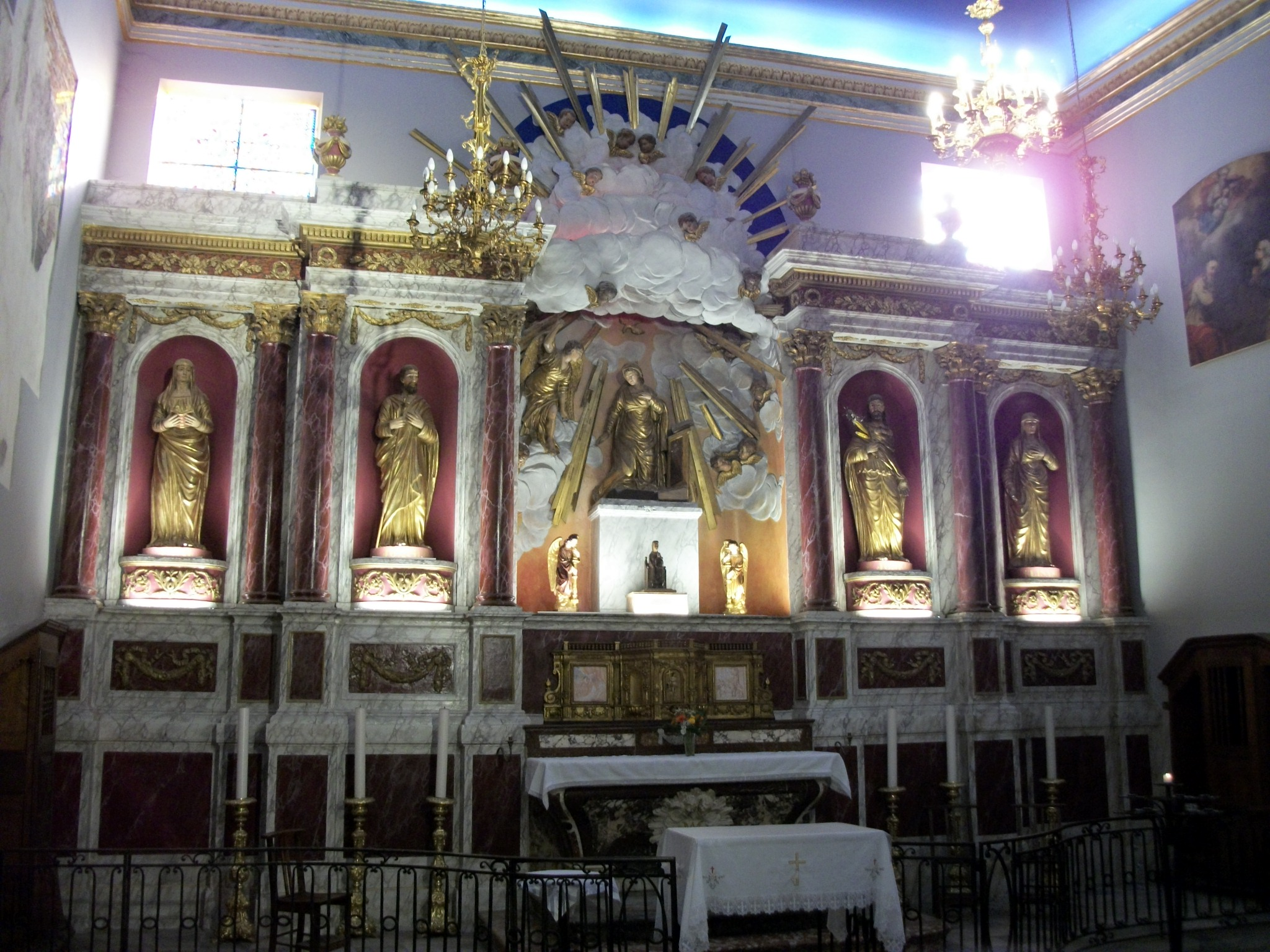
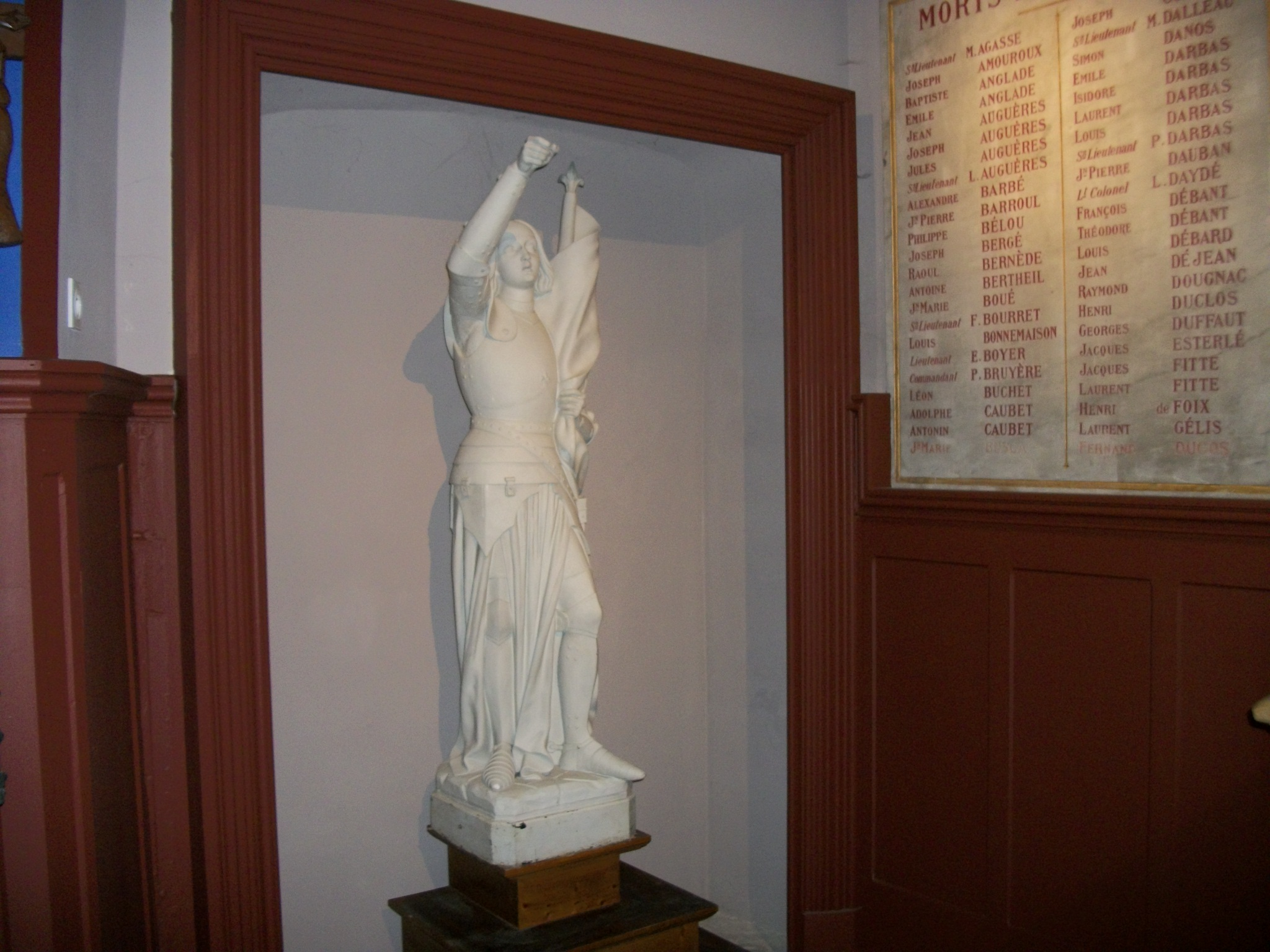
Statue de sainte Jeanne d'Arc.
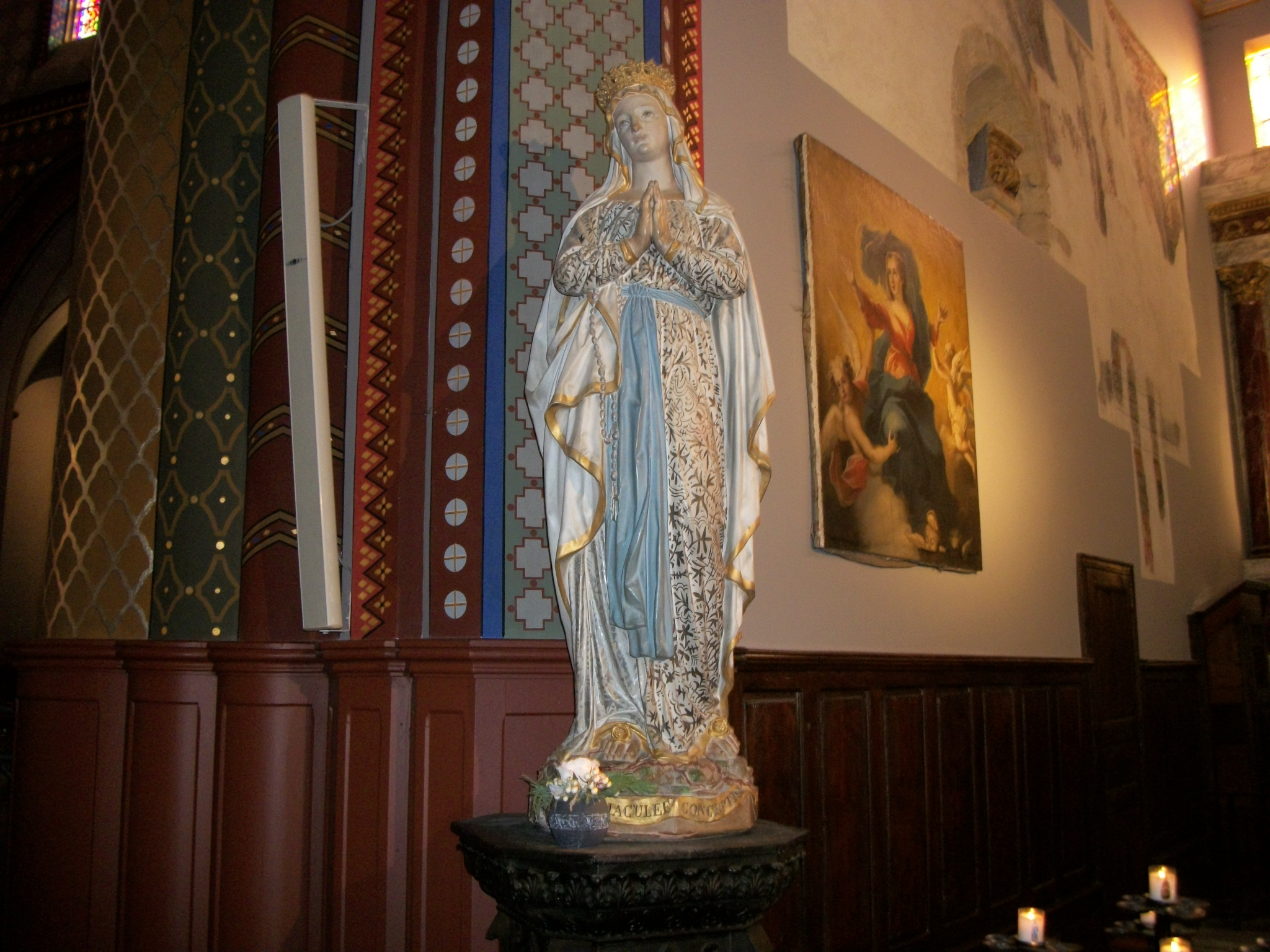
Statue de Notre-Dame de Lourdes, au socle est écrit « Immaculée Conception ».
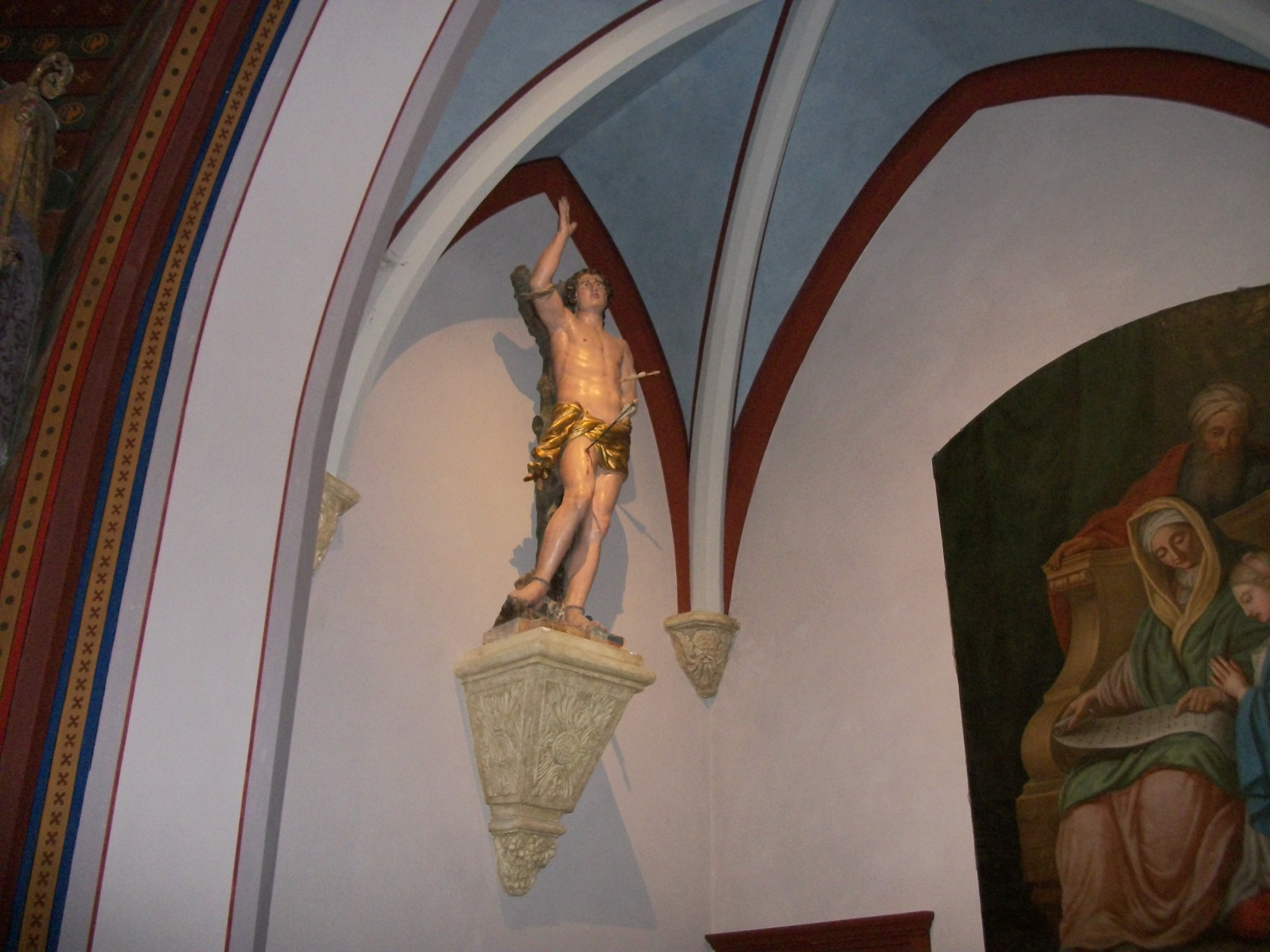
Statue de saint Sébastien.
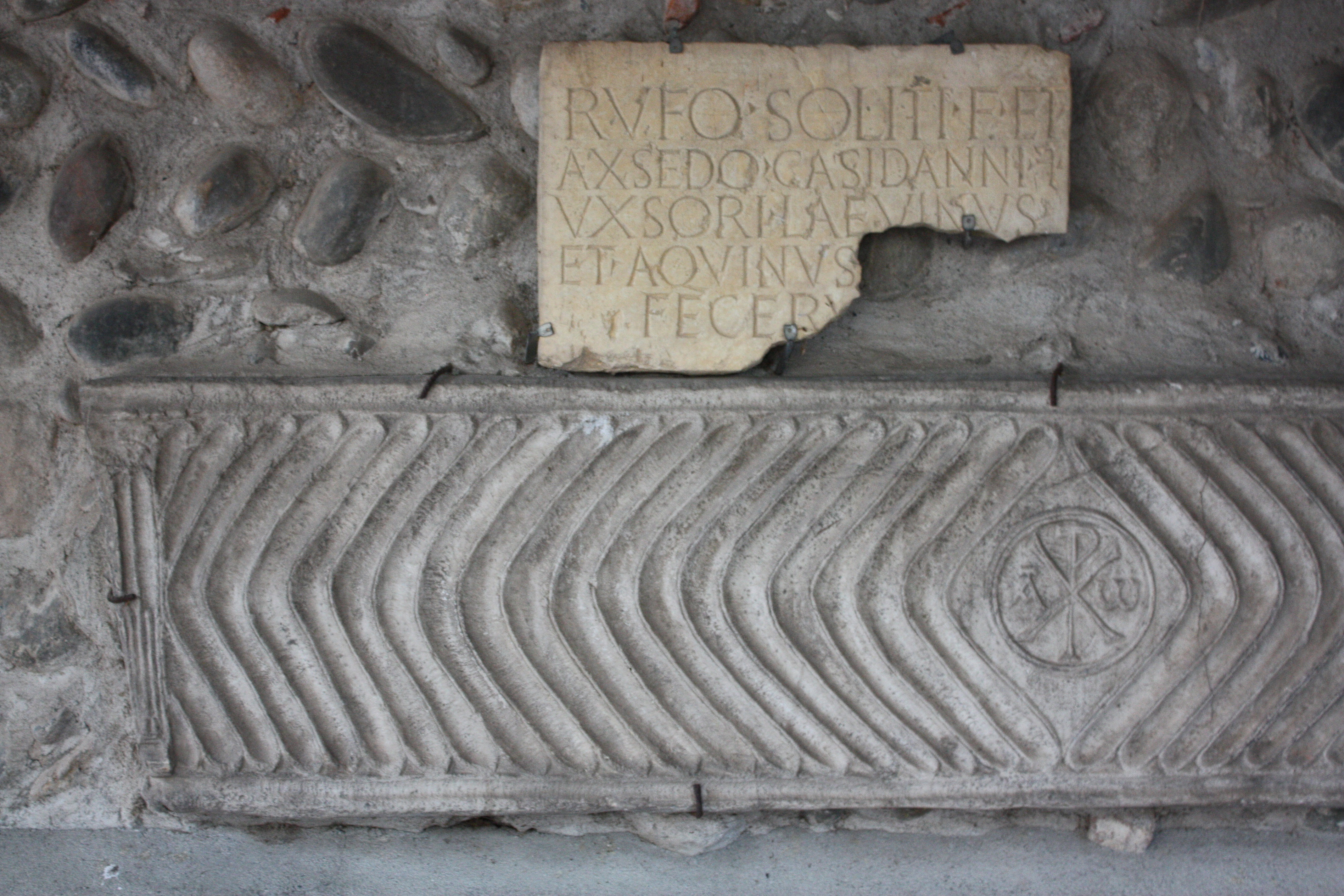